# Сверхтекучее твёрдое тело
Сверхтеку́чее твёрдое те́ло (англ. Supersolid) — термодинамическая фаза квантовой жидкости, представляющей собой твёрдое тело со свойствами сверхтекучей жидкости.

## Свойства
При охлаждении квантовой жидкости (конденсата Бозе — Эйнштейна) до определённой температуры она приобретает сверхтекучие свойства (в частности, нулевую вязкость, то есть отсутствие трения). Возможность сверхтекучести квантовых кристаллов была предсказана ещё в 1969 году Андреевым и Лифшицем, а также независимо Честером и Легеттом, однако экспериментально не было обнаружено никаких аномалий в свойствах твердого гелия. Лишь в 2004 году Мозес Чан и Юн Шон Ким из Пенсильванского университета, проводя эксперименты с вращательным маятником, заполненным пористым стеклом с твёрдым гелием, обнаружили неклассический момент инерции, который интерпретировали как переход части кристалла в сверхтекучее состояние.
Данная работа стимулировала разнообразные экспериментальные исследования, однако однозначного понимания до сих пор нет. Имеющиеся экспериментальные данные свидетельствуют о том, что аномальное поведение твёрдого гелия вызвано беспорядком в кристалле, наиболее вероятные причины которого: вакансии и дислокации, межзёренные границы, стекольная или жидкая фазы. Дальнейшие эксперименты показали, что интерпретация обнаруженного эффекта как перехода твёрдого гелия в сверхтекучее состояние была ошибочной.
В 2009 году физики из Калифорнийского университета в Беркли получили газ рубидия в состоянии сверхтекучего твёрдого тела.
В научных статьях термин «supersolid» (дословно: сверхтвёрдый) описывает не твёрдое тело, а скорее кристалл, обладающий сверхтекучестью. В данном случае газообразный рубидий распределился по ячейкам, образованным полем оптической решётки, то есть атомы были вынуждены образовать кристалл, по сути оставаясь разреженным газом.
Это достижение является следующим шагом в исследовании бозе-статистики и фазовых переходов, так как ранее существовали только теоретические работы, предполагавшие возможность такого состояния материи. Учитывая, что параметрами оптической решётки в данном эксперименте легко управлять, исследователи получили удобный экспериментальный способ изучения фазовых состояний бозе-газа при различных величинах многих параметров — плотность газа, постоянная решётки, сила взаимодействия между атомами. Это может помочь в объяснении высокотемпературной сверхпроводимости и других явлений, где до сих пор нет окончательного решения по механизму, и, хотя сделано много теоретических предположений, не было надёжных методов прямой проверки.
В 2024 году физики впервые провели наблюдение квантовых вихрей в сверхтекучем твёрдом теле.